# لو کوان یه
لو کوان یه (انگلیسی: Lo Kwan Yee؛ زادهٔ ۹ اکتبر ۱۹۸۴) بازیکن فوتبال اهل هنگ کنگ است.
از باشگاه‌هایی که در آن بازی کرده است می‌توان به باشگاه ورزشی کیتچی و باشگاه فوتبال هنگ کنگ رنجرز اشاره کرد.
وی همچنین در تیم‌های ملی فوتبال زیر ۲۳ سال هنگ کنگ، و هنگ کنگ بازی کرده است.